# Ali Ghazal
Pour les articles homonymes, voir Ghazal (homonymie).
Ali Ghazal (en arabe : علي غزال), est un footballeur international égyptien né le 1er février 1992 à Assouan. Il peut jouer milieu défensif ou défenseur central, et évolue actuellement dans le club égyptien du Smouha SC.

## Biographie

### En club
Le 28 décembre 2012, il rejoint le club portugais du CD Nacional en provenance du Wadi Degla Sporting Club. Il rejoint le club pour une durée de 4 ans et demi.
Ghazal s'impose rapidement comme un pilier du club. Ses belles performances attire l'œil de clubs européens dont Saint-Étienne et Swansea.

### En sélection
Le 28 mai 2013, à la suite de ses très bonnes performances avec le CD Nacional, Ghazal est sélectionné pour la première fois avec l'équipe d'Égypte en marge des matchs contre le Mozambique et le Zimbabwe pour les qualifications à la Coupe du monde 2014.